# Perubala circularis
Perubala circularis är en insektsart som beskrevs av Rauno E. Linnavuori 1959. Perubala circularis ingår i släktet Perubala och familjen dvärgstritar. Inga underarter finns listade i Catalogue of Life.